# Matteo Maria Zuppi

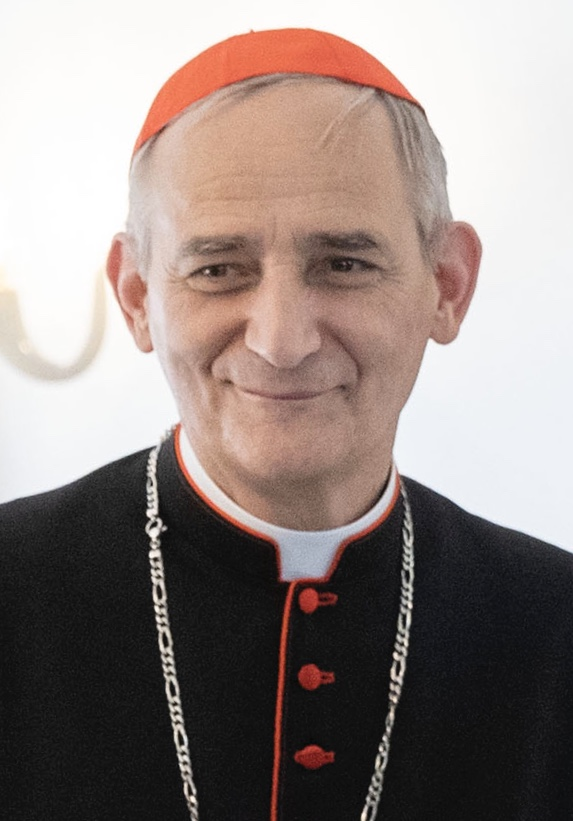
Kardinal Zuppi (2019)

Kardinalswappen

Matteo Maria Kardinal Zuppi (* 11. Oktober 1955 in Rom) ist ein italienischer Kardinal und römisch-katholischer Erzbischof von Bologna. Seit Mai 2022 ist er Vorsitzender der Italienischen Bischofskonferenz.

## Leben
Zuppi, ein Großneffe des Kurienkardinals Carlo Confalonieri (1893–1986), studierte am Priesterseminar von Palestrina und an der Päpstlichen Lateranuniversität in Rom. Der Bischof von Palestrina, Renato Spallanzani, spendete ihm am 9. Mai 1981 die Priesterweihe. Er wurde am 15. November 1988 in den Klerus des Bistums Rom inkardiniert. Dort war er unter anderem ab 1995 Mitglied des Priesterrats der Diözese Rom. Ab 1990 vermittelte er bei den Verhandlungen der Konfliktparteien im seit 1975 währenden Bürgerkrieg in Mosambik. Dies führte zum Abschluss eines Friedensvertrags im Oktober 1992. Seit 2000 war er Kaplan der Gemeinschaft Sant’Egidio. 2006 verlieh ihm Papst Benedikt XVI. den Titel Ehrenkaplan Seiner Heiligkeit.
Am 31. Januar 2012 ernannte ihn Benedikt XVI. zum Weihbischof in Rom und Titularbischof von Villa Nova. Der Kardinalvikar und Erzpriester der Lateranbasilika, Agostino Vallini, spendete ihm und dem gleichzeitig ernannten Weihbischof Lorenzo Leuzzi am 14. April desselben Jahres die Bischofsweihe; Mitkonsekratoren waren Giovanni Battista Pichierri, Erzbischof von Trani-Barletta-Bisceglie, und Vincenzo Paglia, Bischof von Terni-Narni-Amelia.
Papst Franziskus ernannte ihn am 27. Oktober 2015 zum Erzbischof von Bologna. Die Amtseinführung fand am 12. Dezember desselben Jahres statt.
Am 1. September 2019 gab Papst Franziskus bekannt, ihn im Konsistorium vom 5. Oktober 2019 als Kardinalpriester in das Kardinalskollegium aufzunehmen. Bei der Kardinalskreierung wies ihm der Papst am 5. Oktober 2019 die Titelkirche Sant’Egidio in Trastevere zu. Die Besitzergreifung seiner Titelkirche fand am 11. Januar 2020 statt. Am 21. Februar 2020 ernannte ihn Papst Franziskus zum Mitglied des Dikasteriums für die ganzheitliche Entwicklung des Menschen. Am 18. April 2020 ernannte ihn der Papst außerdem zum Mitglied der Güterverwaltung des Apostolischen Stuhls.
Papst Franziskus ernannte ihn am 24. Mai 2022 zum Vorsitzenden der Italienischen Bischofskonferenz und am 25. April 2023 zum Mitglied der Sektion des Dikasteriums für die Evangelisierung für die grundlegenden Fragen der Evangelisierung in der Welt. Er betraute ihn am 20. Mai 2023 zusätzlich mit einer Friedensmission im  Russisch-Ukrainischen Krieg.